# Van Hool AU124
Le Van Hool AU124 est un midibus du constructeur belge Van Hool apparu en 1976. La Société nationale des chemins de fer vicinaux (SNCV) posséda un total de 125 exemplaires, prévus pour être utilisés sur plusieurs réseaux urbains en Belgique.

## Historique
Entre le 23 mai 1974 et le 31 décembre 1975, la SNCV passe commande à Van Hool d'une nouvelle série d'autobus urbains dotés d'un moteur Cummins V555.
Les premiers AU124 à entrer en service appartiennent à la série 4825-4864, livrés entre mars et juillet 1976. Le groupe de Louvain en reçoit 33 et les 7 autres reviennent au groupe de Namur. Les premiers exemplaires de la série 4475 à 4499 sont livrés entre juillet et octobre 1976 ; ils roulent dans les villes du groupe d'Anvers (Turnhout et Malines), sauf les 4475 et 4476 affectés au Brabant. La série des 5040-5089 est livrée en dernier, entre octobre 1976 et février 1977. Les 5040 à 5075 sont affectées à la Flandre-Occidentale (villes de Courtrai et Bruges), les 5076 à 5084 grossissent les effectifs de Turnhout et Malines, les 5085-5087 vont à Namur et les 5088-5089 renforcent le parc de Louvain. À Bruges, les AU124 évincent les Van Hool-Mercedes/OM 402 de la série 4100-4124.
Extérieurement, le Van Hool AU124 ressemblait très fort aux bus de la série 4100-4124 en dehors de la disposition des fenêtres et de la calandre non-chromée. La carrosserie appartient au standard numéro 3 de la SNCV. Par rapport aux séries précédentes, il y avait quelques améliorations. Le Cummins était équipé d'une suspension pneumatique complet et d'un ralentisseur intégré. Un système de régulation de freinage était installé.
À leur livraison, l'ensemble de ces bus sont peints dans les couleurs de l'époque (livrée rouge-crème), mais à partir de 1977, la nouvelle livrée de la SNCV leur fut appliquée (orange-bleu-crème). En 1988, les bus de la SNCV commencèrent à arborer une nouvelle livrée, dite livrée "Adidas" ou 1988. Les autobus étaient désormais majoritairement blancs en haut, avec des barres obliques bleues et une large bande orange en bas. Aussi certains Cummins ont obtenu, en 1989, ce nouveau style maison (5042 5067, 5069, 5072, 5073, 5075).
1988 est aussi l'année où le réseau urbain de Malines est amélioré, à cette occasion une partie des AU124 qui y roulent sont repeints dans une variante de la livrée "Adidas" avec des barres obliques orientées vers l'arrière, plus d'orange à l'avant et des autocollants dépeignant la ville de façon stylisée,. 
Au cours des années 1980, une partie des bus Cummins est remplacée par des midibus plus modernes dans leur aire d'origine. Fin 1985, les 5088-5089 sont affectés au dépôt de Saint-Gilles (Liège) mais reviennent à Louvain l'année suivante. En 1986-1987, Louvain cède des bus de la série 4825-4864 : six au dépôt de Jumet (Charleroi), six à Alost (groupe de Flandre-Orientale), cinq à Ostende (groupe de Flandre-Orientale) et le 4826 part à Namur. En 1987, Malines se débarrasse également de huit AU124 qui vont à Jumet (trois bus), en Flandre-Orientale (deux) et en Flandre-Occidentale (trois). En 1988, après une lourde collision avec un autre autobus dans le dépôt à Assebroek, le 5064 fut mis hors service et remplacé par le 5088. En 1989, 11 Van Hool AU124 furent transférés de Courtrai à Bruges (5065-5075), dont certains (5066, 5067, 5069, 5072, 5073 et 5075) étaient déjà revêtus de la nouvelle livrée.
En 1986 et 1988, les premiers véhicules sont retirés du service mais quelques-uns deviennent des bus de service.
Lorsque la SNCV est démantelée au profit de De Lijn et TEC, ces deux opérateurs récupèrent les AU124 encore en service.
Onze bus de la première série, neuf de la deuxième série et presque toute la troisième série sont pris en effectif par De Lijn, gardant tous leur numéro SNCV et, pour partie, la livrée SNCV ; les derniers sont retirés du service des passagers en 1995.
La direction TEC Namur-Luxembourg immatricule les bus de la deuxième série 261 à 267 et ceux de la troisième 268 à 270 ; le 4826 garde son ancien numéro. Ces bus sont retirés du service en 1994.

Lorsque le groupe SNCV du Hainaut devient le TEC Hainaut, les 4825 et 4829 ont déjà été transformés en salle d'exposition ambulante ; ils roulent jusqu'en 1996. Le 4832 n'est jamais renuméroté et est vendu en 1992 devenant une ludothèque.

Van Hool AU124 transformé en véhicule de service
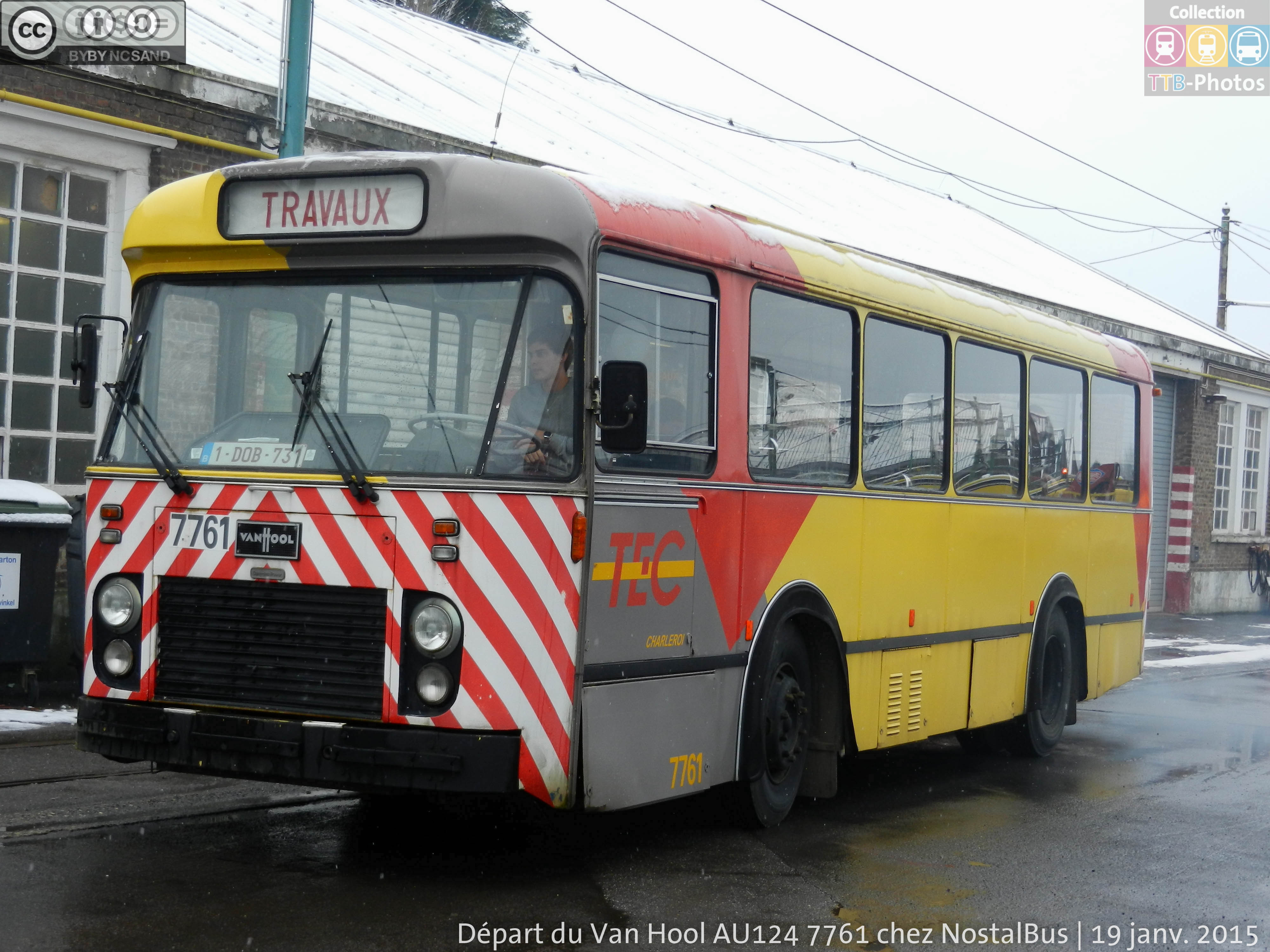
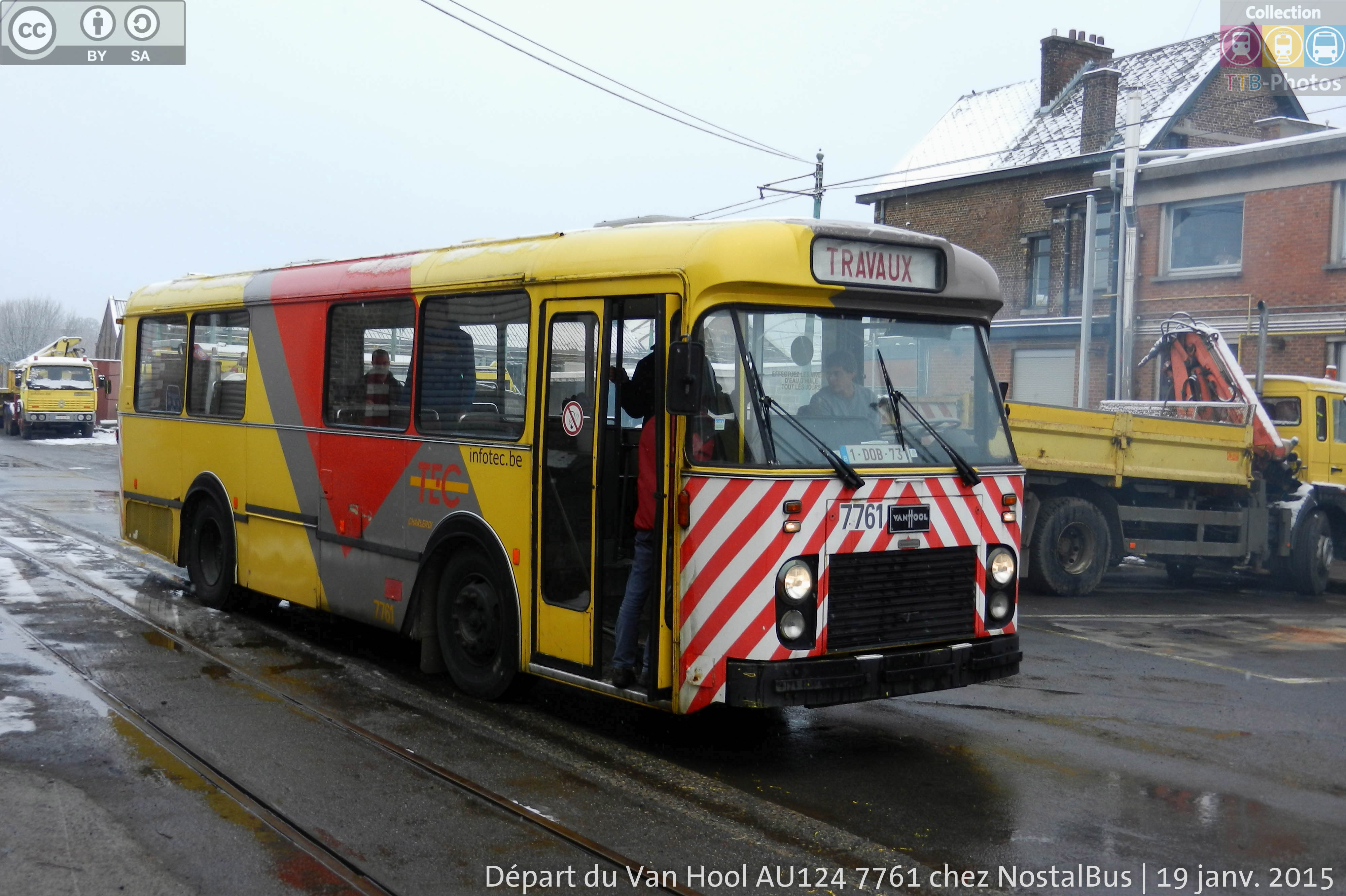

3 Autobus AU124 sont ont été conservés.
- La 4481 en livrée Crème - Rouge chez Nostalbus.
- La 4494 en livrée Mechelbus au VlaTam.
- La 5089 de l'ASBL Bus & Car est détruit par un incendie de garage accidentel à Plombières le 31 juillet 2024.